# Савостьянов Олександр Олександрович
Олександр Олександрович Савостьянов (в деяких джерелах Севастьянов, 13 жовтня 1871, Одеса — 1947, Париж) — український біолог російського походження, дворянин, міський голова Вінниці під час німецької окупації (1941—1943).

## Життєпис
Народився у дворянській родині.
Закінчив природниче відділення фізико-математичного факультету Київського університету Св. Володимира 1895 року. Наступні 3 роки навчався у Новоолександрійському інституті сільського господарства та лісівництва, де працював у 1898—1902 рр, водночас був у відрядженні до інших наукових установ Європи.
Був повітовим ватажком дворянства у Гайсині, а 1913—1917 р. земським головою Гайсина. Його дружиною була Алла Гоф, етнічна німкеня.
У роки незалежності України підтримав владу гетьмана Скоропадського, за часів якого працював старостою Гайсинського повіту, а також в інших державних органах.
За років радянської влади працював у наукових установах, вивчав рослини України та їхню екологію. Водночас з біологічними дослідженнями також працював головою кафедри медичної біології у Вінницькому медичному інституті, одним з співзасновників якого він був.
За часів німецької окупації очолив міську управу (його заступником був колега з медінституту Г. С. Ган, а обласну управу очолив інший колега-медик, Сидір Тадейович Бернард.
Ініціював рослідування Вінницьких розстрілів, але сам не входив у склад «міжнародної слідчої комісії». Намагався захищати людей, яких переслідували німці, і через безсилля протистояти їм мало не вчинив самогубство; втім, йому вдалося врятувати кількох єврейських дітей. Завдяки його зусиллям Вінницький медичний інститут продовжив функціонування під час окупації, а сам Савостьянов викладав в ньому поряд зі своїми обов'язками міського голови.
У липні 1943 р. був нагороджений срібною Відзнакою для східних народів.
Наприкінці грудня 1943 р. (за 3 місяці до вступу радянських військ) залишив посаду міського голови та з дружиною емігрував на захід. Опинився у Франції. Похований на кладовищі Сент-Женев'єв-де-Буа.